# Dani Gal
Dani Gal (hebräisch דני גל; * 1975 in Jerusalem) ist ein israelischer Videokünstler, der seit seinem Studium in Frankfurt am Main in Deutschland lebt und arbeitet.

## Leben
Gal begann seine Studien im Jahr 1997 in Tel Aviv am Avni Institute of Art and Design, besuchte von 1998 bis 2000 die Jerusalemer Bezalel Academy of Arts and Design, bevor er im gleichen Jahr an die Städelschule in Frankfurt am Main ging. Dort studierte er unter anderem bei Ayşe Erkmen. An der Cooper Union in Manhattan in New York City schloss er seine Studien ab.
Gal lebt und arbeitet in Berlin.

## Auszeichnungen und Preise
- 2003: Preis der Allgemeine Hypothekenbank Rheinboden AG, heute Corealcredit Bank AG.
- 2008: Villa-Romana-Preis.
- 2012: Großer Hans-Purrmann-Preis der Stadt Speyer

## Ausstellungen
- 2019: In der in der Staatsgalerie Stuttgart gezeigten Ausstellung Weissenhof City – Von Geschichte und Gegenwart der Zukunft einer Stadt über die Weißenhofsiedlung ist Dani Gal mit zwei Arbeiten vertreten:
  - In einem fiktiven TV-Interview lässt er eine britische Journalistin mehrfach bei Ludwig Mies van der Rohe nachhaken, wie es sein könne, „dass er geglaubt habe, das Bauhaus hätte unter der nationalsozialistischen Regierung weiterexistieren können“.[1]
  - White City. Ein reales Gespräch zwischen dem Rassenideologen Hans F. K. Günther und dem Zionisten Arthur Ruppin[2] ist Gegenstand von Gals Film, „in dem der Künstler Berührungspunkte im Denken von Zionisten und Nationalsozialisten nachvollziehbar macht“. Was bei dieser Begegnung zwischen Günther und Ruppin gesprochen wurde, „hat Gal aus Tagebucheinträgen Ruppins konstruiert“.[1]
- 2018: The Record Archive. Dani Gal bringt hierfür „Reden von und Interviews mit führenden Persönlichkeiten der Welt, Tondokumente zu Friedensabkommen sowie zum Kampf um Menschenrechte und Radiosendungen über Ereignisse, die in das kollektive Geschichtsgedächtnis eingegangen sind, zusammen. Das Ergebnis: ein Mashup des Weltgeschehens des 20. Jahrhunderts.“[3]
- 2014: WIE AUS DER FERNE, Aufführung des 2013 entstandenen Films mit anschließendem Künstlergespräch in der Schirn Kunsthalle Frankfurt am 27. August 2014.[4]
- 2011: Nacht und Nebel. Videoinstallation in der Studiengalerie 1.357 im Campus Westend der Goethe-Universität in Frankfurt am Main.
- 2010: New Frankfurt Internationals: Stories and Stages. Frankfurt am Main[5]
- 2010: ars viva 09/10. Kölnischer Kunstverein.
- 2009: Coupon Series, Dani Gal-Chanting Down Babylon in der Halle für Kunst, Lüneburg.
- 2008: Seasonal Unrest. Centro per l’arte contemporanea, Prato, Italien.[6]
- 2008: Freisteller – Villa Romana-Fellows 2008: Dani Gal, Julia Schmidt, Asli Suyu, Clemens von Wedemeyer. Deutsche Guggenheim, Berlin.
- 2006: The déjá vu of Avner Kaufmann. B-Books, Berlin.
- 2004: Hold Up. The Or Gallery, Vancouver, British Columbia, Kanada.
- 2001: Actual Size, Don’t Miss. Frankfurt am Main.